# Martin Häussler

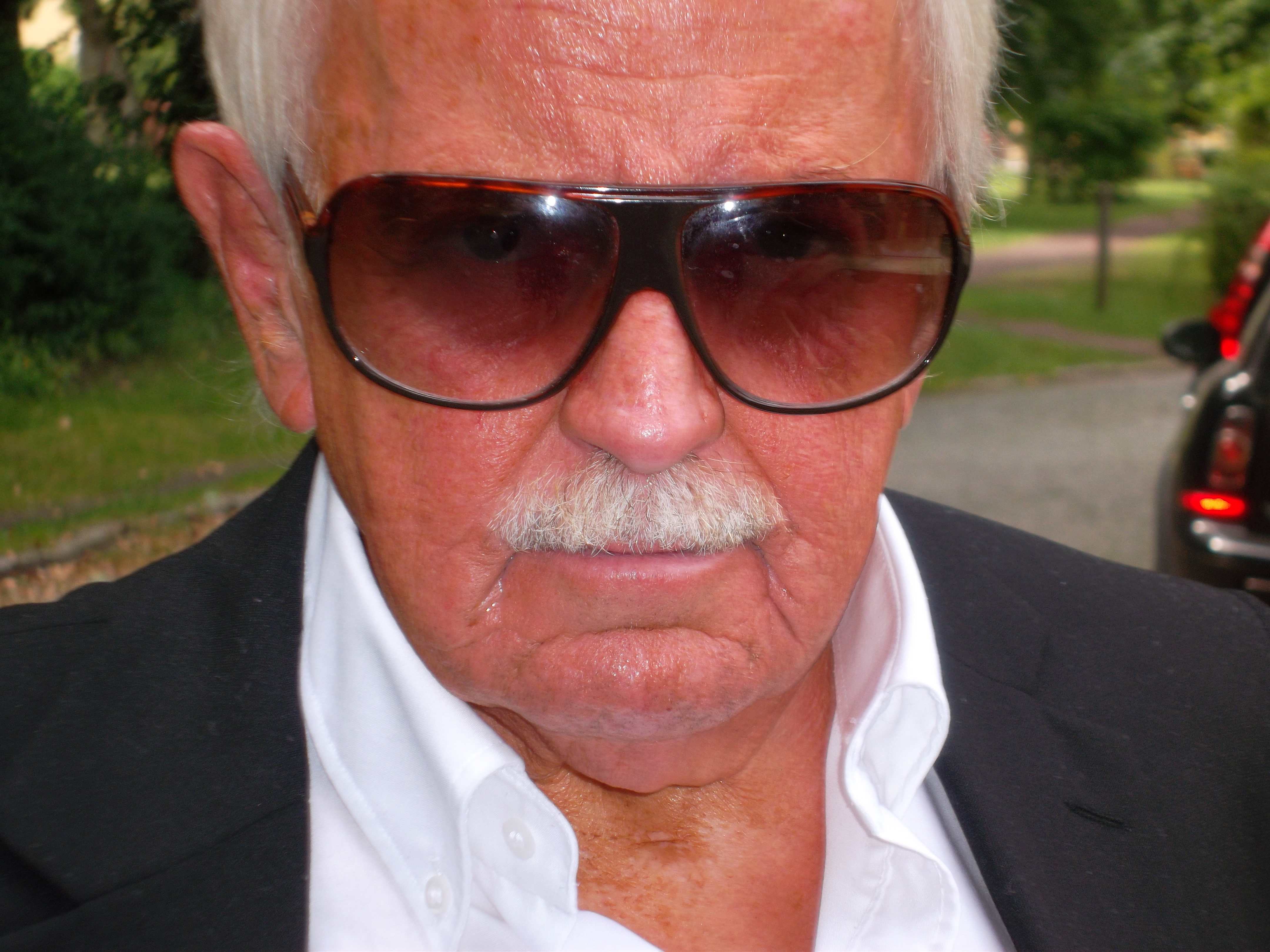
Martin Häussler (2018)

Martin Häussler (auch Häußler) ist ein deutscher Filmproduzent, Kameramann, Schnittmeister und Schauspieler.

## Leben
Martin Häussler studierte an der Hochschule für Fotografie in Berlin. Dann bildete er sich bei der Firma Hello Weber zum Trick-Assistent für Schnitt und Kamera aus. Er absolvierte bei Mosaikfilm eine Kopierwerks-Ausbildung und eine Kameramann-Ausbildung bei SFB Berlin in Berlin Langwitz. Martin Häussler war beteiligt an vier Bundesfilmpreisen und erhielt einen Silbernen Bären für Teamwork. Im Jahr 1972 war er Leiter des Künstlerischen Rahmenprogramms der Olympischen Spiele in München. Zudem ist er Gastdozent an diversen Filmhochschulen, unter anderem für 70-mm-Kameras und -Produktionen.